# Centrale générale des travailleurs de Curaçao
Pour les articles homonymes, voir Centrale générale des travailleurs.
La Central General di Trahadonan di Corsow (CGTC - Centrale générale des travailleurs de Curaçao) est une confédération syndicale de Curaçao. Elle est affiliée à la Confédération syndicale internationale et à la Confédération syndicale des travailleurs et travailleuses des Amériques.